# 몰타의 국장
몰타의 국장은 1988년에 제정되었다.

몰타의 국장

국장 가운데에는 몰타의 국기 문양의 방패가 그려져 있으며 방패 위에는 출격구와 다섯 개의 포탑이 달린 성곽 모양을 한 금색 왕관이 올려져 있다. 방패 왼쪽에는 올리브 가지가 장식되어 있으며 방패 오른쪽에는 야자나무가 장식되어 있다. 국장 아래쪽에 있는 하얀색 리본에는 몰타의 공식 명칭인 '몰타 공화국'(Repubblika ta' Malta)이 몰타어로 쓰여져 있다.

## 이전의 국장

몰타의 국장 (1964년 ~ 1975년)
몰타의 국장 (1975년 ~ 1988년)

## 같이 보기
- 몰타의 국기